# Волокитинська сільська рада
Волоки́тинська сільська́ ра́да — колишній орган місцевого самоврядування в Путивльському районі Сумської області. Адміністративний центр — село Волокитине.

## Загальні відомості
- Населення ради: 1 094 особи (станом на 2001 рік)

## Населені пункти
Сільській раді були підпорядковані населені пункти:
- с. Волокитине
- с. Кочерги
- с. Кубареве
- с. Щербинівка

## Склад ради
Рада складалася з 12 депутатів та голови.
- Голова ради: Кобилинський Юрій Максимович
- Секретар ради: Семенець Ольга Андріївна

### Керівний склад попередніх скликань
| Прізвище, ім'я, по батькові  | Основні відомості                                                                                                | Дата обрання | Дата звільнення |
| ---------------------------- | --- | ------------ | --------------- |
| Кобилинський Юрій Максимович | Сільський голова, 1957 року народження, освіта середня спеціальна, член Всеукраїнського об'єднання «Батьківщина» | 26.03.2006   | 31.10.2010      |
| Кобилинський Юрій Максимович | Сільський голова, 1957 року народження, освіта середня спеціальна, член Всеукраїнського об'єднання «Батьківщина» | 31.10.2010   |                 |

Примітка: таблиця складена за даними сайту Верховної Ради України